# São Bento do Norte
Pour les articles homonymes, voir São Bento.
São Bento do Norte est une municipalité brésilienne située dans l'État du Rio Grande do Norte.